# Denisimeria
Genre
Denisimeria est un genre de collemboles de la famille des Neanuridae.

## Distribution
Les espèces de ce genre se rencontrent en Asie du Sud-Est.

## Liste des espèces
Selon Checklist of the Collembola of the World (version du 3 novembre 2019) :
- Denisimeria caudata (Denis, 1948)
- Denisimeria longilobata Massoud, 1965
- Denisimeria martyni Yoshii, 1980

## Publication originale
- Massoud, 1965 : Description d'un nouveau genre de Poduromorphe (Collembola Arthrooleona). Revue d'écologie et de biologie du sol, vol. 1, p. 511-518.